# Nationaler Forschungsschwerpunkt Microbiomes
Der Nationale Forschungsschwerpunkt (NFS) Microbiomes: Microbial Communities in Health and Environment (auch: National Centre of Competence in Research (NCCR) Microbiomes: Microbial Communities in Health and Environment / Pôle de Recherche National (PRN) Microbiomes: Microbial Communities in Health and Environment) ist ein schweizerisches interuniversitäres Forschungsprogramm zum Thema Mikrobiome. Der Nationale Forschungsschwerpunkt Microbiomes will die Interaktion von Mikroorganismen und deren Auswirkungen in verschiedenen Systemen (Mensch, Tier, Pflanze, Umwelt) mittels eines experimentellen und interdisziplinären Ansatzes untersuchen.
Der NFS Microbiomes ist an der Universität Lausanne und an der ETH Zürich als Heiminstitution angesiedelt und wird von Professor Jan Roelof van der Meer geleitet. Das nationale Netzwerk umfasst zahlreiche weitere Forschungsgruppen von anderen Hochschulen. Die Lancierung des NFS Microbiomes wurde an einer Medienkonferenz am 16. Dezember 2019 von Bundesrat Guy Parmelin bekanntgegeben. Der Forschungsbeginn ist für das Jahr 2020 vorgesehen. Der NFS Microbiomes wird durch den Schweizerischen Nationalfonds für eine erste Finanzierungsperiode (2020–2023) mit 16,1 Millionen Schweizer Franken unterstützt. Das Gesamtbudget für diesen Zeitraum beträgt insgesamt 31,2 Millionen Schweizer Franken.